# Hüntwangen
Hüntwangen – miejscowość i gmina (Politische Gemeinde) w północnej Szwajcarii, w kantonie Zurych, w okręgu (Bezirk) Bülach. Leży nad Renem. 

## Demografia
W Hüntwangen mieszkają 1093 osoby. W 2021 roku 12,6% populacji gminy stanowiły osoby urodzone poza Szwajcarią.